# Skulpturenpark Schloß Philippsruhe

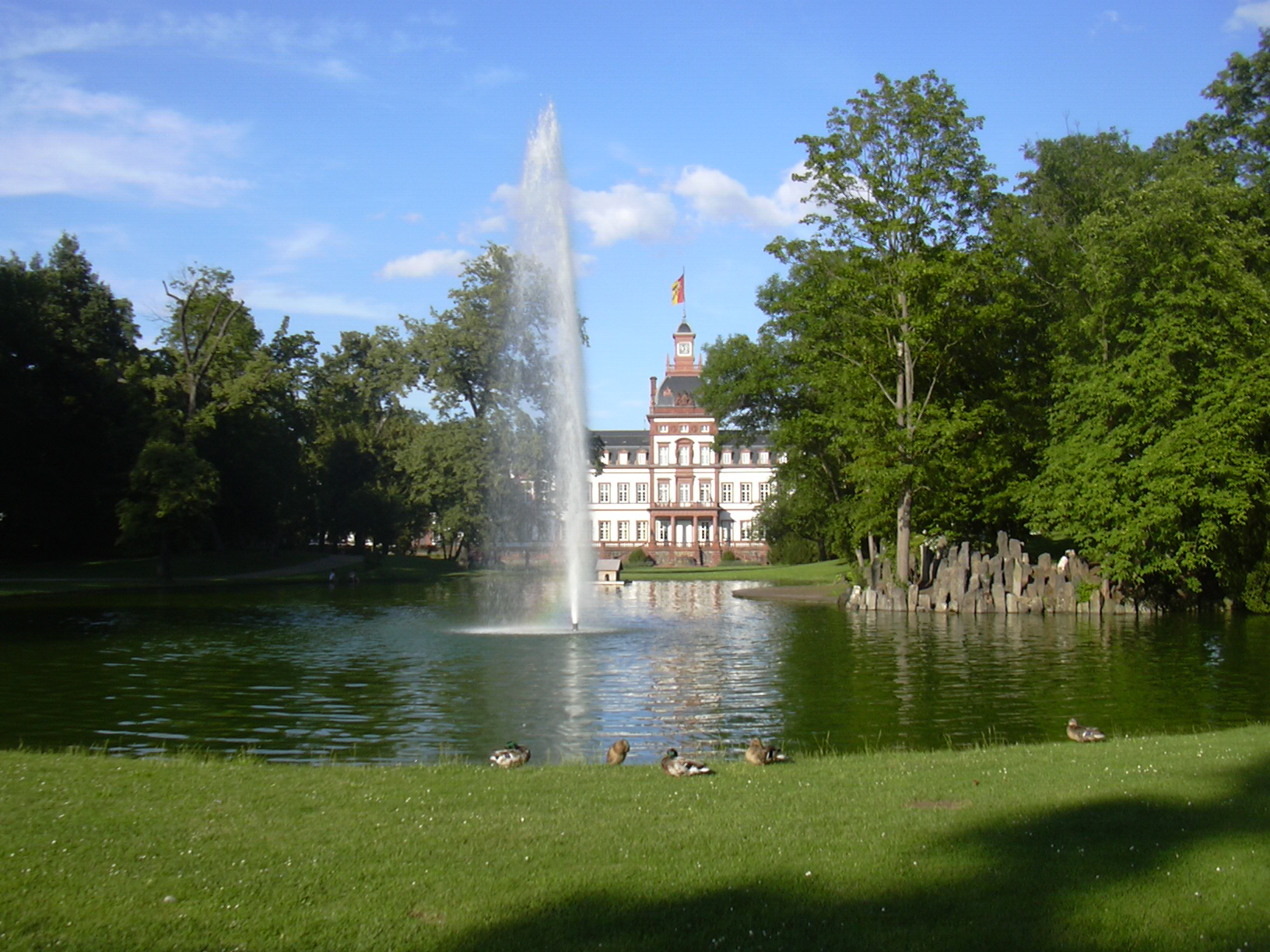
Park van Schloß Philippsruhe in Hanau

Skulpturenpark Schloß Philippsruhe is een beeldenpark in Hanau in de Duitse deelstaat Hessen.

## Geschiedenis
Het beeldenpark rond Schloß Philippsruhe aan de Philippsruher Allee is tot stand gekomen na beeldhouwersymposia in de jaren 1986, 1988 en 1990, waarbij steeds drie beeldhouwers werden uitgenodigd door de organisatoren.

## Deelnemende kunstenaars
- Claus Bury : Engpass[1] (1990)
- Michael Croissant : Hanauer Kopf (1986)
- Gerson Fehrenbach : Große Figur (1959)
- Nikolaus Gerhart : Horizontale-Vertikale (1988)
- Robert Kögel : Kern und Peripherie (1999)
- Alf Lechner : Große Kreisteilung mit Kugel (1987)
- Heinz-Günter Prager : Großes Kreuzstück 3/88 (1988)
- James Reineking : Träger/Terenon (1985)
- Klaus Simon : Draußen ist in der Stadt (1986)

alsmede buiten het park in de Nußallee in Hanau een werk van Edgar Gutbub.

## Fotogalerij

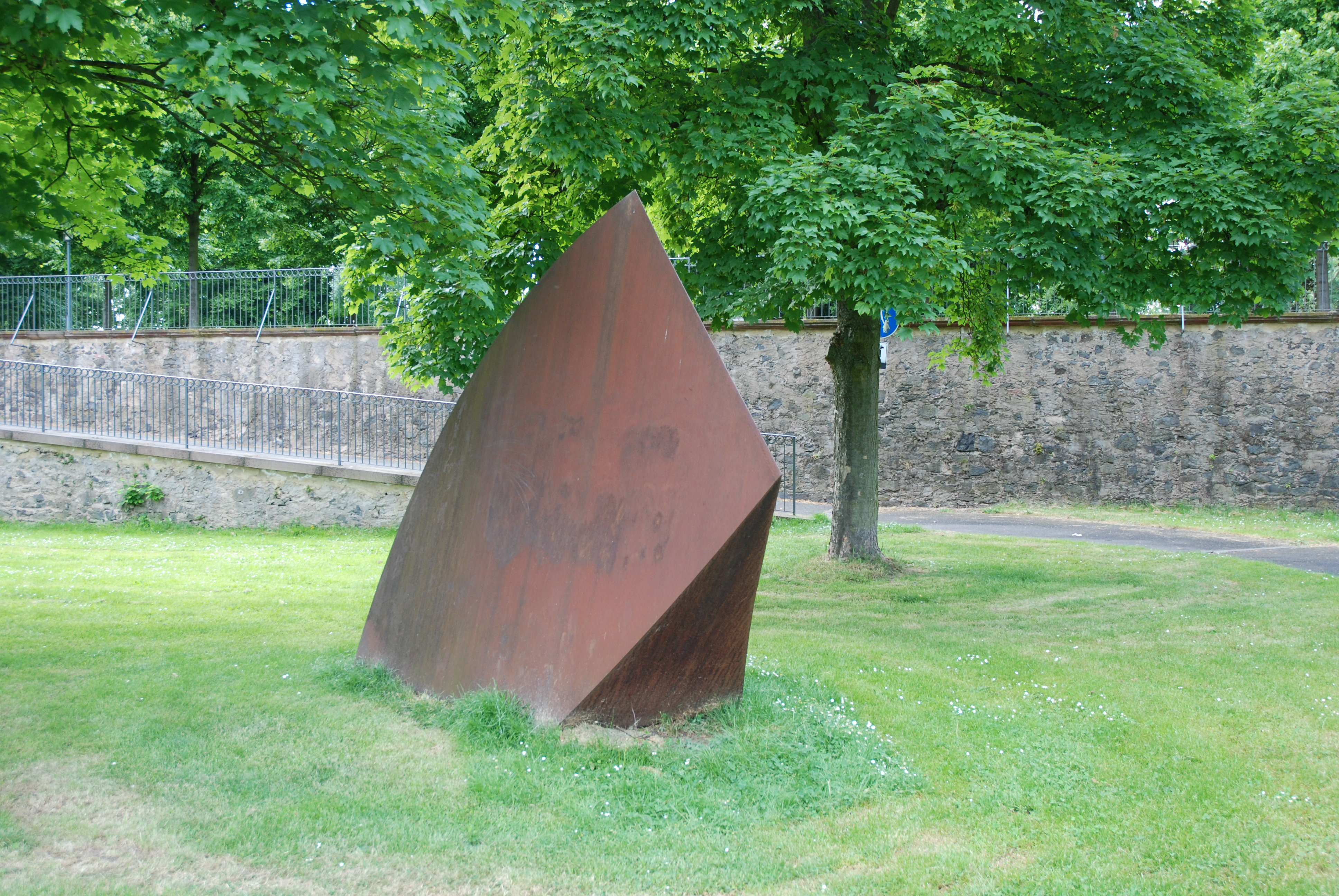
Hanauer Kopf van Michael Croissant
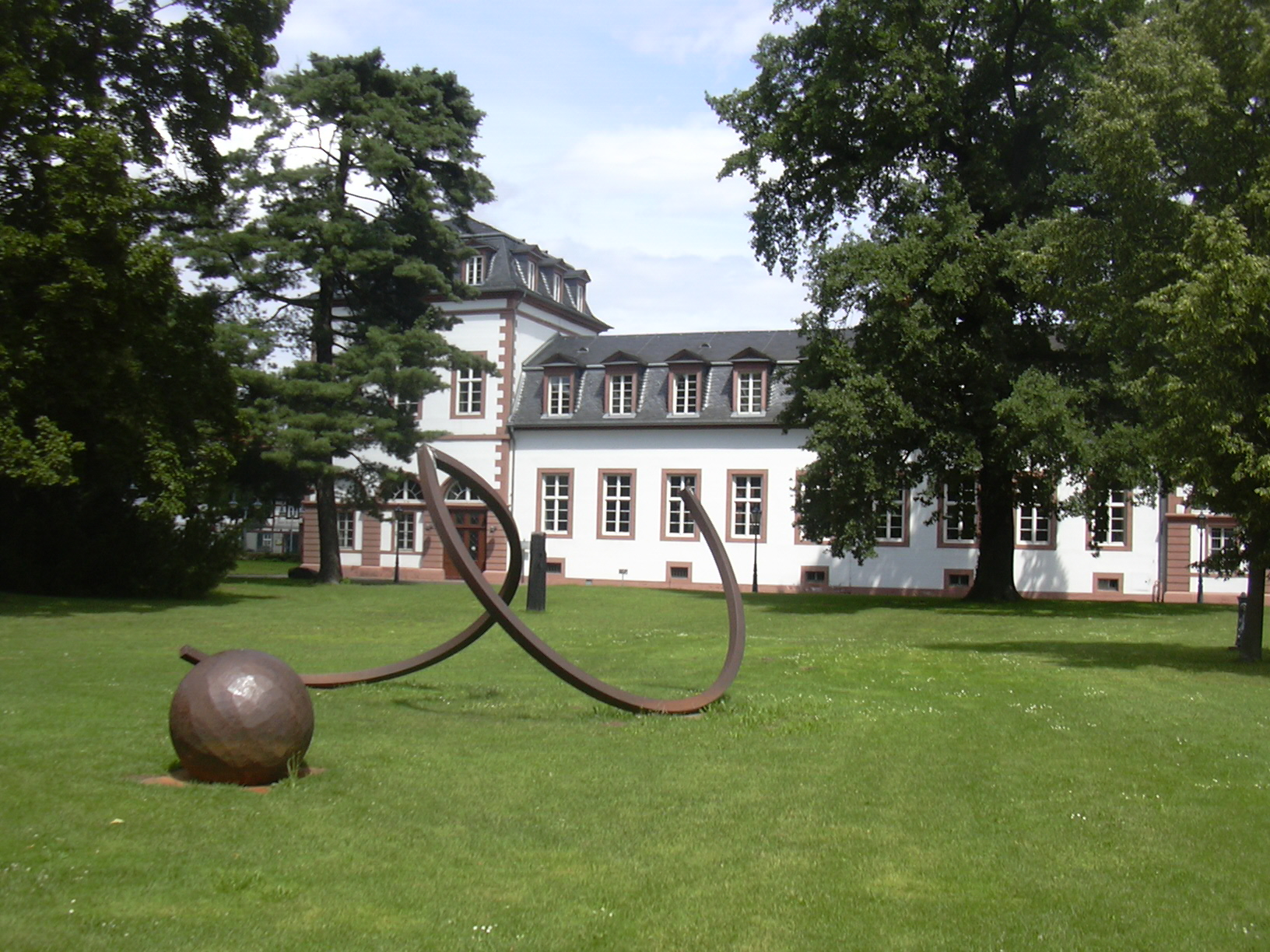
Große Kreisteilung mit Kugel van Alf Lechner